# Promozione Veneto 1953-1954
La Promozione fu il massimo campionato regionale di calcio disputato in Veneto nella stagione 1953-1954.
A ciascun girone, che garantiva al suo vincitore la promozione in IV Serie a condizione di soddisfare le condizioni economiche richieste dai regolamenti, partecipavano sedici squadre, ed era prevista la retrocessione delle quattro peggio piazzate, anche se erano possibili aggiustamenti automatici per ripartire fra le appropriate sedi locali le squadre discendenti dalla IV Serie.
Per le regioni come il Friuli cui erano assegnati multipli gironi, era prevista la disputa delle finali per l'assegnazione del titolo di campione assoluto della lega regionale.

## Girone A

### Classifica finale
|  | Pos. | Squadra                         | Pt  | G   | V   | N   | P   | GF  | GS  | DR  |
|  | ---- | ------------------------------- | --- | --- | --- | --- | --- | --- | --- | --- |
|  | 1.   | Pellizzari                      | 48  | 30  | 21  | 6   | 3   | 92  | 35  | +57 |
|  | 2.   | Thiene                          | 40  | 30  | 14  | 12  | 4   | 44  | 25  | +19 |
|  | 3.   | Scaligera                       | 39  | 30  | 16  | 7   | 7   | 64  | 43  | +21 |
|  | 4.   | San Giovanni Lupatoto           | 37  | 30  | 16  | 5   | 9   | 59  | 47  | +12 |
|  | 5.   | Audace                          | 35  | 30  | 13  | 9   | 8   | 52  | 39  | +13 |
|  | 6.   | Ceccato                         | 30  | 30  | 10  | 10  | 10  | 49  | 46  | +3  |
|  | 7.   | Marosticense                    | 29  | 30  | 11  | 7   | 12  | 53  | 51  | +2  |
|  | 8.   | Libertas Caldiero               | 28  | 30  | 10  | 8   | 12  | 44  | 60  | -16 |
|  | 8.   | Azzurra                         | 28  | 30  | 10  | 8   | 12  | 48  | 59  | -11 |
|  | 10.  | Silva                           | 27  | 30  | 10  | 7   | 13  | 37  | 46  | -9  |
|  | 10.  | Carte Burgo Sez.Sportiva        | 27  | 30  | 10  | 7   | 13  | 37  | 46  | -9  |
|  | 12.  | Cadidavid                       | 26  | 30  | 10  | 6   | 14  | 52  | 49  | +3  |
|  | 12.  | Benvenuto Ronzani               | 26  | 30  | 7   | 12  | 11  | 44  | 54  | -10 |
|  | 14.  | Bentegodi Verona                | 23  | 30  | 7   | 9   | 14  | 43  | 54  | -11 |
|  | 15.  | Zevio                           | 21  | 30  | 7   | 7   | 16  | 50  | 57  | -7  |
|  | 16.  | Domegliara                      | 14  | 30  | 3   | 8   | 19  | 34  | 83  | -49 |
|  |      | Totali per controllo classifica | 478 | 480 | 175 | 128 | 177 | 806 | 794 | 0   |

Nota bene: questa classifica non è attendibile, ci sono dei dati sbagliati.

Se effettivamente per una gara è stata data partita persa ad entrambe le squadre (e perciò è stata tolta una vittoria che è stata girata nelle sconfitte) il totale delle reti dovrebbe avere 4 reti in più nel passivo e non 12 in più nell'attivo.
Verdetti
- Pellizzari Arzignano promossa in IV Serie 1954-1955
- 'Bentegodi, Zevio, Domegliara retrocesse in Prima Divisione.

## Girone B

### Classifica finale
|  | Pos. | Squadra                | Pt  | G   | V   | N  | P   | GF  | GS  | DR  |
|  | ---- | ---------------------- | --- | --- | --- | -- | --- | --- | --- | --- |
|  | 1.   | Clodia                 | 48  | 30  | 21  | 6  | 3   | 81  | 35  | +46 |
|  | 2.   | Coin                   | 46  | 30  | 21  | 4  | 5   | 84  | 25  | +59 |
|  | 3.   | Petrarca               | 35  | 30  | 13  | 9  | 8   | 58  | 40  | +18 |
|  | 3.   | Giovane Italia         | 35  | 30  | 15  | 5  | 10  | 46  | 46  | 0   |
|  | 5.   | Lendinarese            | 34  | 30  | 13  | 8  | 9   | 67  | 52  | +15 |
|  | 6.   | Contarina              | 31  | 30  | 12  | 7  | 11  | 52  | 49  | +3  |
|  | 6.   | Conti                  | 31  | 30  | 11  | 9  | 10  | 52  | 57  | -5  |
|  | 8.   | Minerbe                | 30  | 30  | 13  | 4  | 13  | 63  | 68  | -5  |
|  | 9.   | Stra                   | 28  | 30  | 12  | 4  | 14  | 64  | 64  | 0   |
|  | 9.   | Angelo Milani          | 28  | 30  | 11  | 6  | 13  | 44  | 47  | -3  |
|  | 11.  | Arianese               | 27  | 30  | 12  | 3  | 15  | 50  | 64  | -14 |
|  | 12.  | S.A.F.                 | 24  | 30  | 7   | 10 | 13  | 49  | 64  | -15 |
|  | 12.  | Trecenta               | 24  | 30  | 9   | 6  | 15  | 39  | 57  | -18 |
|  | 14.  | Galileo A.C. Battaglia | 24  | 30  | 10  | 4  | 16  | 39  | 64  | -25 |
|  | 15.  | Costa                  | 18  | 30  | 6   | 8  | 16  | 39  | 65  | -26 |
|  | 16.  | "Aldo Ballarin"        | 15  | 30  | 6   | 3  | 21  | 41  | 71  | -30 |
|  |      |                        | 478 | 480 | 192 | 96 | 192 | 868 | 868 | 0   |

Verdetti
- Clodia promossa in IV Serie 1954-1955
- Battaglia, Costa e Rovigo retrocesse in Prima Divisione.

## Girone C

### Classifica finale
|  | Pos. | Squadra                      | Pt | G  | V  | N  | P  | GF | GS | DR  |
|  | ---- | ---------------------------- | -- | -- | -- | -- | -- | -- | -- | --- |
|  | 1.   | Bassano                      | 41 | 30 | 17 | 7  | 6  | 56 | 30 | +26 |
|  | 2.   | Libertas Ceggia, Ceggia      | 43 | 30 | 19 | 5  | 6  | 50 | 28 | +22 |
|  | 3.   | Muranese                     | 41 | 30 | 16 | 9  | 5  | 46 | 25 | +21 |
|  | 4.   | C.R.A.L. S.A.V.A. Sez.Calcio | 37 | 30 | 15 | 7  | 8  | 47 | 35 | +12 |
|  | 5.   | San Stino                    | 33 | 30 | 15 | 3  | 12 | 47 | 36 | +11 |
|  | 5.   | Montebelluna                 | 33 | 30 | 14 | 5  | 11 | 45 | 37 | +8  |
|  | 5.   | Giorgione                    | 33 | 30 | 11 | 11 | 8  | 42 | 35 | +7  |
|  | 8.   | Excelsior-Lido               | 32 | 30 | 11 | 11 | 8  | 47 | 28 | +19 |
|  | 8.   | Sandonà 1922                 | 32 | 30 | 12 | 8  | 10 | 38 | 37 | +1  |
|  | 10.  | Opitergina                   | 29 | 30 | 10 | 9  | 11 | 32 | 43 | -11 |
|  | 11.  | Petronia                     | 27 | 30 | 7  | 12 | 10 | 43 | 55 | -12 |
|  | 12.  | Italo Sport-Burano           | 25 | 30 | 10 | 5  | 15 | 39 | 54 | -15 |
|  | 13.  | S.F.A.I.                     | 23 | 30 | 8  | 7  | 15 | 50 | 58 | -8  |
|  | 14.  | Feltrese                     | 20 | 30 | 7  | 6  | 17 | 44 | 67 | -23 |
|  | 15.  | Agnoletto Edelweiss          | 17 | 30 | 5  | 7  | 18 | 33 | 51 | -18 |
|  | 16.  | Cittadellese                 | 12 | 30 | 3  | 7  | 20 | 23 | 63 | -40 |

Verdetti
- Bassano promosso in IV Serie 1954-1955.
- Libertas Ceggia rinuncia alla promozione.
- Excelsior e Cittadellese un punto di penalizzazione per una rinuncia.

## Finali per il titolo veneto

### Turno Preliminare
La gara si è svolta il 6 giugno 1954.
| Squadra 1                  | Risultato | Squadra 2             |
| -------------------------- | --------- | --------------------- |
| A.C. Pellizzari, Arzignano | 7 - 2     | A.C. Clodia, Chioggia |

### Finali
La gara di andata si è svolta il 13 giugno 1954, quella di ritorno il 20 giugno.
| Squadra 1       | Totale | Squadra 2                  | Andata | Ritorno |
| --------------- | ------ | -------------------------- | ------ | ------- |
| Libertas Ceggia | 2 - 8  | A.C. Pellizzari, Arzignano | 1 - 1  | 1 - 7   |

- Pellizzari Arzignano campione regionale veneto di Promozione.